# Nur mit Dir zusammen
Nur mit Dir zusammen ist ein deutscher Fernsehfilm von Stefan Bühling aus dem Jahr 2019, der im Auftrag für Das Erste produziert wurde. Die Sängerin Vanessa Mai, die in der Rolle der Sängerin Juli zu sehen ist, spielt an der Seite von Axel Prahl, der ihren Vater Wim verkörpert, die Hauptrolle. Für Mai stellt der Film ihr Filmdebüt dar. In tragenden Rollen sind Ferdinand Seebacher, Elena Uhlig und Max Befort besetzt.

## Handlung
Juli Krahlich, eine junge Sängerin, berührt mit einem Song über ihren toten Vater die Menschen. Es sieht so aus, als erfülle sich der Traum der jungen Frau, es ganz nach oben zu schaffen. Gerade ist eine große Tour in Planung. Dass ihrem Song eine Lüge zugrunde liegt, weiß niemand. Zwar ist ihr Vater Wim für Juli gestorben, da er sie und ihre Mutter einst hat sitzen lassen und sie ihn für den Tod der Mutter mitverantwortlich macht, die Wahrheit sieht jedoch so aus, dass ihr Vater sehr lebendig und zudem eine lebende Rocklegende ist.
Die Mitteilung, die ihr der Nephrologe Mateusz Tauber nach einem Zusammenbruch macht, stellt Julis Leben und ihre Pläne total auf den Kopf. Ihre von ihr sorgfältig geheim gehaltene Nierenerkrankung hat sich so drastisch verschlechtert, dass Juli dringend eine Spenderniere benötigt. Und da sie niemanden mehr hat außer ihrem Vater, kommt nur er für eine Organspende in Frage. Juli, die seit 17 Jahren keinen Kontakt mehr zu ihrem Vater Wim hat und eigentlich auch nicht haben will, ist nun gezwungen, sich ihm wieder anzunähern. Mateusz Tauber sucht auf Julis Bitten ihren Vater auf und kommt mit der Nachricht zurück, dass er sich testen lassen wolle, aber zur Bedingung mache, dass sie Zeit mit ihm verbringe. Als Juli ihren Vater das erste Mal besucht, macht er deutlich, dass er möchte, dass man sich regelmäßig sieht, um sich besser kennenzulernen. Nach Julis wenig begeistertem Blick meint er einschränkend, zumindest bis die Transplantation erfolgt sei.
Entgegen dem Rat ihres Arztes will Juli erst noch ihre Tour durchführen und erst danach die erforderliche Nierentransplantation angehen. Sie versucht Tauber klarzumachen, was ihr Beruf ihr bedeutet und dass sie schon als kleines Mädchen davon geträumt habe, auf großen Bühnen zu stehen. Mit ihrem Vater hingegen kommt es bei einem weiteren Zusammentreffen zu einer Situation, in der er meint, sie brauche nicht mehr zu kommen, sie bekomme ihre Niere auch so und gut sei es. Als Juli erneut bei ihm klingelt, schickt er sie unter einem fadenscheinigen Vorwand fort. Kurz darauf jedoch holt er Juli ab, um mit ihr einen Ort aus ihrer Vergangenheit zu besuchen. Er meint: „Weißt Du, was das Schlimmste ist? Fehler, die man nie wieder gutmachen kann.“
Als Juli erfährt, dass ihr Vater bei einer Transplantation ein hohes Risiko eingehen würde, sagt sie alles ab und stellt auch Mateusz Tauber vor vollendete Tatsachen. Als Wim daraufhin mit seiner Tochter sprechen will, gesteht sie ihm, dass sie seinerzeit seine Briefe abgefangen habe, in dem Glauben, ihrer Mutter damit weiteres Leid zu ersparen. Während eines kurz darauf gegebenen Interviews gesteht sie dann überraschend, dass sie gelogen habe, ihr Vater sei nicht tot. Auch auf die geplante Tour will sie nun verzichten. Ihr Vater lässt sich daraufhin auf ein Live-Interview ein (da man es nicht nachträglich manipulieren und eventuell verfälschen kann) und findet ergreifende Worte für seine Tochter. Als sie sich wiedersehen, gesteht er ihr, dass er inzwischen fast taub sei. Sein großer Wunsch sei es, ihr zu helfen. Juli stimmt schließlich einer Übertragung seiner Niere zu, die erfolgreich verläuft.
Einen Monat später machen Vater und Tochter zusammen Musik und planen einen gemeinsamen Auftritt. Als Juli ihren Vater kurz darauf zu einem Termin abholen will, bricht er zusammen und stirbt. Juli ist am Boden zerstört. Wims Bandkollegen aus früheren Zeiten reden Juli zu, ein Konzert nur für ihren Vater zu geben, das hätte ihm gefallen. Auch Mateusz, mit dem Juli inzwischen eine intensive Verbindung eingegangen ist, redet ihr zu. Und so entschließt sich die junge Frau zu dieser Hommage für ihren Vater, zu der auch dessen Bandkollegen eingeladen sind. Unter Tränen singt Juli die von ihrem Vater und ihr komponierten Lieder.

## Produktion

### Dreharbeiten, Produktionsnotizen
Nur mit Dir zusammen wurde vom 25. Juni bis zum 24. Juli 2019 in München und Umgebung (Starnberg, Münsing, Aichach, Ismaning, Rehling) gedreht. Für den Film zeichnete die W&B Television GmbH & Co. KG verantwortlich, die den Film im Auftrag der ARD Degeto für das Erste produzierte.

### Hintergrund
Vanessa Mai, die im Film als Sängerin Juli zu sehen ist, interpretiert am Ende des Films als Hommage an ihren Filmvater Wim das Lied Spiegel, Spiegel, das auch auf ihrem am Vortag der Erstausstrahlung erschienenen sechsten Studioalbum Für immer enthalten und eigens für diesen Film entstanden ist. Daneben existiert auch eine Duett-Version des Liedes mit Axel Prahl.
In einem Making of zum Film erzählte Vanessa Mai, dass es schon eine große Aufgabe sei, gleich in ihrem Debüt als Schauspielerin eine Hauptrolle in einem Samstagabendfilm spielen zu dürfen. Das mache auf jeden Fall Spaß, sei aber komplett anders als als Sängerin auf der Bühne zu stehen. Sie könne dieses Erlebnis mit nichts vergleichen und sei auch abends „richtig platt“, weil die ganzen neuen Eindrücke sie quasi erschlagen würden. Es gebe Szenen, da klopfe ihr Herz „echt doll“. Sie habe sich auf die Dreharbeiten eigentlich gar nicht vorbereitet, weil dies der Wunsch von allen gewesen sei, sie solle einfach so natürlich bleiben wie sie sei. Natürlich habe sie das Drehbuch gelesen und sich dann damit befasst. Während der Dreharbeiten habe sie sehr viel dazugelernt. Beim Ansehen des Films habe sie weinen müssen.
Axel Prahl lobte Vanessa Mai und meinte, „Chapeau“, sie mache das super und sei hochmusikalisch. Mai meinte, sie verstehe sich wirklich gut mit Prahl, der Schauspieler, aber auch wirklich Musiker sei. Sie freue sich für ihn, weil er endlich einmal in einem Film zeigen könne, dass er auch Musik macht, Gitarre spiele und singe und eigene Songs schreibe. Axel Prahl schlug vor, sein für eine Kinder-CD entstandenes Lied für die Szene zu nehmen, für die ein Kinderlied gesucht wurde, das er Juli früher einmal vorgesungen habe. In meinem Traum passte gut und wurde übernommen. Weiter sei sein Lied Ritual im Film zu hören.
Ferdinand Seebacher, der den Nephrologen Tauber spielt, erläuterte, dass seine Rolle sich im Laufe des Films zu einer interessanten Beziehung zu Juli entwickle. So wie er Vanessa Mai kennengelernt habe, werde es „ein phantastischer Dreh mit ihr werden“, auf den er sich schon freue. Mai sei eine total offene, herzliche und lustige Person und „total unprätentiös“, was er „super“ finde. Natürlich seien die Dreharbeiten etwas anders, da Mai nicht „aus dem Fach“ komme. Auch für ihn sei es eine Herausforderung jemanden an der Seite zu haben, der sonst auf der Bühne stehe und singe. Er freue sich auf diese Aufgabe.

### Veröffentlichung
Vorgestellt wurde der Film, der den Arbeitstitel Ein Herz für Zwei trug, erstmals am 6. November 2019 beim Kinofest Lünen. Im Programm der ARD Das Erste hatte er am 25. Januar 2020 Premiere.

## Rezeption

### Einschaltquote
Bei seiner Erstausstrahlung schalteten 3,69 Millionen Zuschauer das Filmdrama ein, was einem Marktanteil von 12 Prozent entsprach.

### Kritik
Die Kritiker der Fernsehzeitschrift TV Spielfilm äußerten sich positiv, indem sie das Fazit zogen: „Dieses Duo trifft die richtigen Töne“. Weiter hieß es: „Schlagersängerin Mai überrascht mit ihrer anrührenden und natürlichen Darstellung. Ihr Zusammenspiel mit Prahl und eine gute Dosis Humor sorgen für prima Unterhaltung.“ Der Film erhielt die bestmögliche Wertung, Daumen nach oben.
Ulrike Cordes, dpa, wurde auf der Seite Klatsch-Tratsch.de wiedergegeben mit ihrer Aussage, die 27-jährige Hauptdarstellerin absolviere „ihre neue Aufgabe mit Frische und Natürlichkeit“.
Auf der Seite t-online.de wurde gemutmaßt, dass es „für die vielen Fans von Vanessa Mai ein Highlight sein dürfte, die frühere Wolkenfrei-Sängerin als Heldin eines TV-Dramas zu sehen und zu hören“.
Rainer Tittelbach bewertete den Film auf seiner Seite tittelbach.tv, gab ihm 4,5 von sechs möglichen Sternen und führte aus, dass der Zuschauer-Zuspruch bei Fernsehfilmen mit Musikern „überschaubar“ gewesen sei. ‚Nur mit dir zusammen‘ dürfte da „ein größerer Erfolg beschieden sein“, denn erstens sei „die Geschichte zwischen dem abwesenden Vater und der verlorenen Tochter mit ihren universalen Gefühlslagen überaus anschlussfähig“, zweitens bringe es „der Film von Stefan Bühling auf zwei Liebes-Geschichten, die geschickt miteinander verknüpft“ worden seien, und drittens besitze „dieses Premium-Movie zwei echte Hingucker, die selbst Musik machen: Vanessa Mai, eine attraktive Sängerin zwischen Schlager & Pop, und Axel Prahl, dessen Thiel Deutschlands einschaltquotenträchtigster TV-Kommissar“ sei. Das Melodram bediene zwar „die altbekannten Klischees der Musik-Branche“, funktioniere aber „mit einem Mix aus Wohlfühlkicks & Tragik als Projektionsfläche für vedrängte (Zuschauer-)Gefühle nahezu perfekt. Taschentücher parat halten!“ Für „eine Nichtschauspielerin“ seien „Sprache, Gestik & Mimik“ bei Vanessa Mai „mehr als okay“.